# Belagerung von Wittenberg (1813/14)
Frühjahrsfeldzug 1813
Lüneburg – Möckern – Halle – Großgörschen – Gersdorf – Bautzen – Reichenbach – Nettelnburg – Haynau – Halberstadt – Luckau
Herbstfeldzug 1813

Großbeeren – Katzbach – Dresden – Hagelberg – Kulm – Dennewitz – Göhrde – Altenburg – Wittenberg – Wartenburg – Liebertwolkwitz – Leipzig – Torgau – Hanau – Hochheim – Danzig
Winterfeldzug 1814

Épinal – Colombey – Brienne – La Rothière – Champaubert – Montmirail – Château-Thierry – Vauchamps – Mormant – Montereau – Bar-sur-Aube – Soissons – Craonne – Laon – Reims – Arcis-sur-Aube – Fère-Champenoise – Saint-Dizier – Claye –  Paris
Sommerfeldzug von 1815

Quatre-Bras – Ligny – Waterloo – Wavre – Paris
Die Belagerung von Wittenberg war ein militärischer Konflikt während der Befreiungskriege. Bereits 1806 nach dem Vierten Koalitionskrieg hatte Napoleon die strategische Bedeutung von Wittenberg als Elbübergang erkannt. Der erste französische Gouverneur war General Lemarroi, der aber bereits am 21. Oktober 1806 durch General Chasseloup ersetzt wurde. Dieser war Ingenieur und baute die Festung aus. 1809 evakuierte die sächsische Regierung sogar zeitweise den Staatsschatz hier her. 1812 erfolgten weitere Verbesserungen der Anlagen. 1813 war die Festung dann ein wichtiger Sammelplatz und Nachschublager für die Franzosen, die im Osten Deutschlands kämpften.

## Vorgeschichte

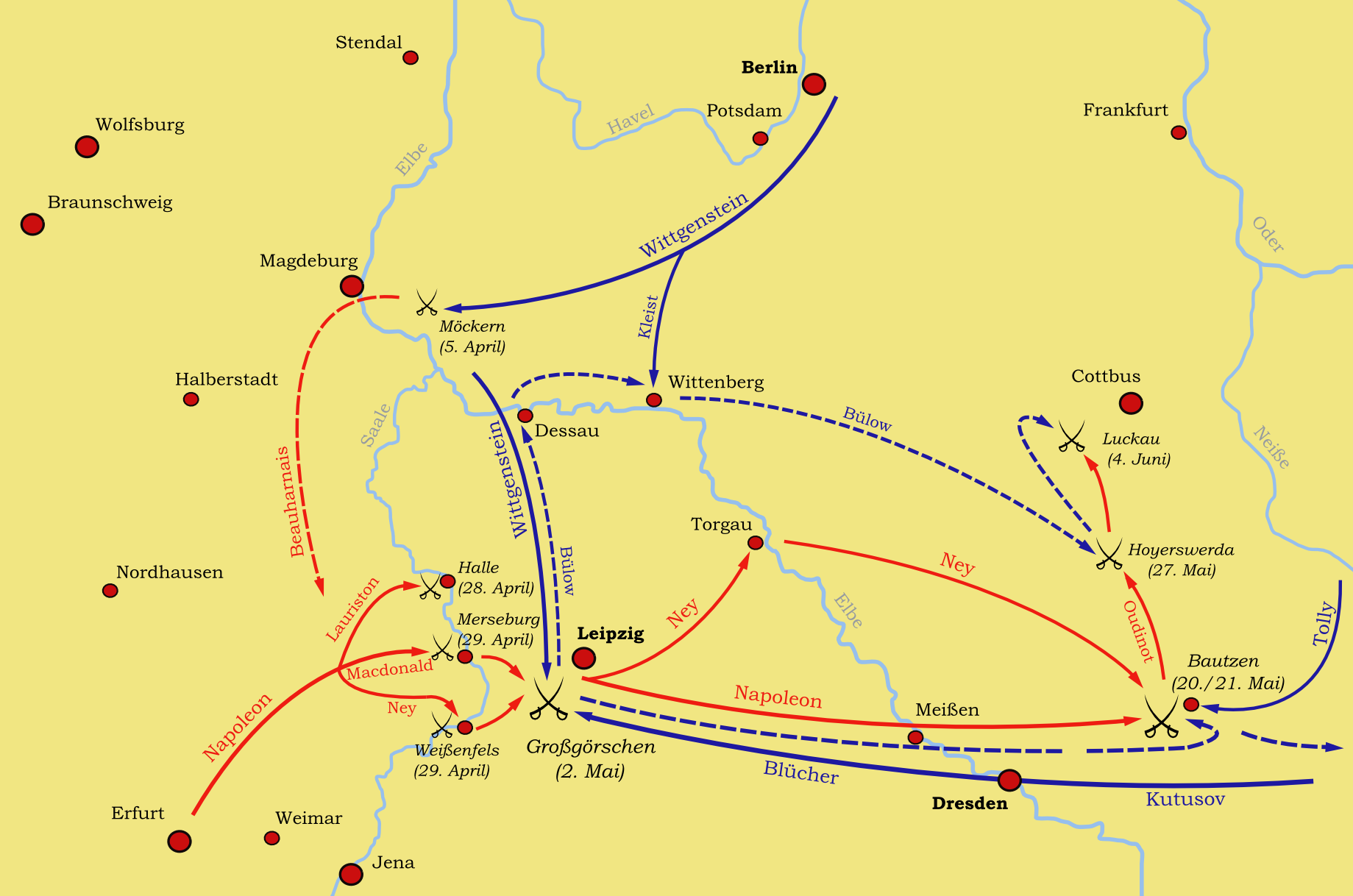
Frühjahrsfeldzug des Jahres 1813

Bei Beginn des Feldzuges von 1813 war der Vizekönig von Italien Eugène de Beauharnais mit 35.000 bis 40.000 Mann zur Verteidigung der Niederelbe bestimmt. Ihm gegenüber stand die Nordarmee der Russen und Preußen mit 50.000 bis 60.000 Mann unter dem Oberbefehl des Generals Grafen Wittgenstein dessen Kolonnen der Elbe immer näher rückten und schon am 26. März wurde Wittenberg durch die Spitze der Vorhut unter Generalmajor Baron Diebitsch beobachtet. Diese Beobachtung wurde bald in eine Einschließung auf dem rechten Elbufer verwandelt und am 5. März übernahm der Generalleutnant von Kleist den Befehl der vor Wittenberg stehenden russischen Truppen.

Während nun die Verbündeten sich mehr und mehr am rechten Elbufer ausbreiteten und festsetzten, sammelte auch der Vizekönig seine Truppen und nahm sein Hauptquartier in Magdeburg. Zur Besetzung von Wittenberg, Dessau, Roßlau und Aken war das 2. Korps (8000 Mann) unter dem Marschall Belluno bestimmt.

### Das Umfeld 1813
Am 2. April erkundete der Generalleutnant Kleist, der außer den leichten russischen Truppen, 2 Jägerregimenter, 2 schwere Fußbatterien und einige Kosakenabteilungen (sämtlich unter dem Generalmajor Diebitsch), noch 6 Bataillone, 4 Schwere Husaren, 1 reitende und 1 Fußbatterie Preußen unter seinen Befehl hatte, das Terrain. Er ließ die Festung immer enger einschließen. Roßlau war schon früher besetzt worden und man traf Vorkehrungen zum Brückenbau, der später hier unternommen werden sollte. Bei Elster oberhalb Wittenberg wurde dagegen schon am 3. ein Brückenbau begonnen. Am 4. April wurden 2 Bataillone, 1/2 reitende Batterie, 1 Schwere Husaren und 1 Kosakenregiment über die Elbe gesetzt und es gelang diesen Truppen, Dessau zu besetzen, um den wichtigen Brückenbau bei Roßlau zu decken und Wittenberg auch auf dem linken Elbufer einschließen zu können.
Am 5. April lieferte General Winzingerode mit seinen noch vorhandenen Truppen (etwa 30.000 Mann) dem Vizekönig, der gleich stark in seiner rechten Flanke stand, bei Gommern ein siegreiches Gefecht, in dessen Folge letzterer nach Magdeburg zurückging.
Vor Wittenberg selbst war indes alles ruhig geblieben und die Vorhut des Generals Kleist hatte ihre Stellung vor der Festung und das Hauptquartier in Thießen unverändert behalten. Am 6. ging die Brigade des russischen Generalmajors Helffreich auf der während dessen fertig gewordenen Brücke bei Roßlau über die Elbe und besetzte den jenseits aufgeworfenen Brückenkopf. An demselben Tage brannten die Franzosen einen Teil der Vorstädte Wittenbergs nieder. Der Vizekönig und mit ihm der Marschall Belluno zogen sich zurück, Wittenberg blieb aber weiter besetzt.
Der General Wittgenstein ging am 9. und 10. bei Roßlau über die Elbe, um die Verbindung mit den Generälen Winzingerode und Blücher (ersterer traf mit seinem Hauptquartier am 14. in Leipzig ein) hinter der Saale herzustellen. So hatte denn der General Wittgenstein einen Hauptteil seiner Aufgabe glücklich gelöst, aber die Franzosen waren noch im Besitz aller Elbfestungen. Es blieb daher dringend notwendig, da Wittenberg und Magdeburg eingeschlossen waren, einen dieser Plätze zu erobern, um festen Fuß an der Elbe zu fassen. Die einzige Verbindung waren sonst nur die Brücken bei Elster und Roßlau.

### Erster Sturm
Für eine förmliche Belagerung war weder Material noch Zeit vorhanden, man musste daher zum Überfall und Sturm die Zuflucht nehmen. Der General Wittgenstein wollte den beabsichtigten Angriff persönlich leiten. Er traf am 16. März vor Wittenberg ein und setzte den Angriff auch sogleich für den kommenden Morgen fest.
Die Vorbereitungen an und für sich waren mustergültig, die Mannschaften und Offiziere bereit. Der Fehler lag aber darin, dass General Wittgenstein sich über die Verteidigungsfähig der Festung täuschte und die Örtlichkeiten zu wenig kannte.

Die Einschließungstruppen wurden zu 3 Kolonnen formiert und begannen um 3 Uhr früh den Angriff. Nach einem sehr heftigen und blutigen Gefecht, währenddessen der auf dem linken Elbufer stehende General Kasatschowski den Brückenkopf beschoss und die dortige Besatzung verunsicherte, gelang es endlich den Angriffskolonnen, die Vorstädte zu nehmen und sich dort zu behaupten. Wahrscheinlich würden dieselben schneller und mit weniger Aufwand genommen worden sein, aber die 3. Kolonne unter dem Oberstleutnant von Steinmetz wurde aufgehalten. Die Kolonne sollte über Reinsdorf vorgehenden, stieß aber unerwartet vor dem sogenannten Eichbusch gegen 4 Uhr früh auf 2 unter dem Brigadegeneral Oudinot ausgefallene Bataillone. Nach 2 Uhr hörte das Gefecht auf und die Truppen der Verbündeten gingen etwas zurück, behielten jedoch die eroberten Vorstädte besetzt.
General Wittgenstein sah diesen Sturmangriff als misslungen und hatte dabei die Überzeugung gewonnen, dass auch eine Wiederholung keinen Erfolg haben würde. Da es weiterhin wichtig blieb, Wittenberg in Besitz zu nehmen, beschloss er, einen neuen Versuch zu wagen. Er ließ in der Nacht vom 17. auf 18. 4 Batterien aufbauen und mit 2 Geschützen bestücken. Ehe dieselben ihr Feuer eröffneten, wurde der Festungskommandant durch einen Parlamentär zur Übergabe aufgefordert. Da sich dieser auf keine Unterhandlungen einlassen wollte, begann früh um 9 Uhr die Beschießung und wurde den 18. und 19. weiter geführt. Der Feind antwortete von den Wällen aus nur schwach und ging auch nicht weiter gegen die Truppen in den Vorstädten vor. Aber mehrere Angriffe der Russen unter General Kasatschkowsky auf den Brückenkopf wurden von den Franzosen zurückgeschlagen. General Wittgenstein erkannte nun, dass Wittenberg ohne förmliche Belagerung nicht zu nehmen sei. Er gab deshalb alle Angriffe auf, begnügte sich mit der Besetzung der Vorstädte und ließ die Truppen die frühere Einschließungsstellung wieder beziehen.
Die Franzosen verloren in dem Gefecht am 17. 2 Offiziere und 126 Soldaten. Der Verlust der Angreifer war natürlich beträchtlicher.

### Teilabzug am 19. April

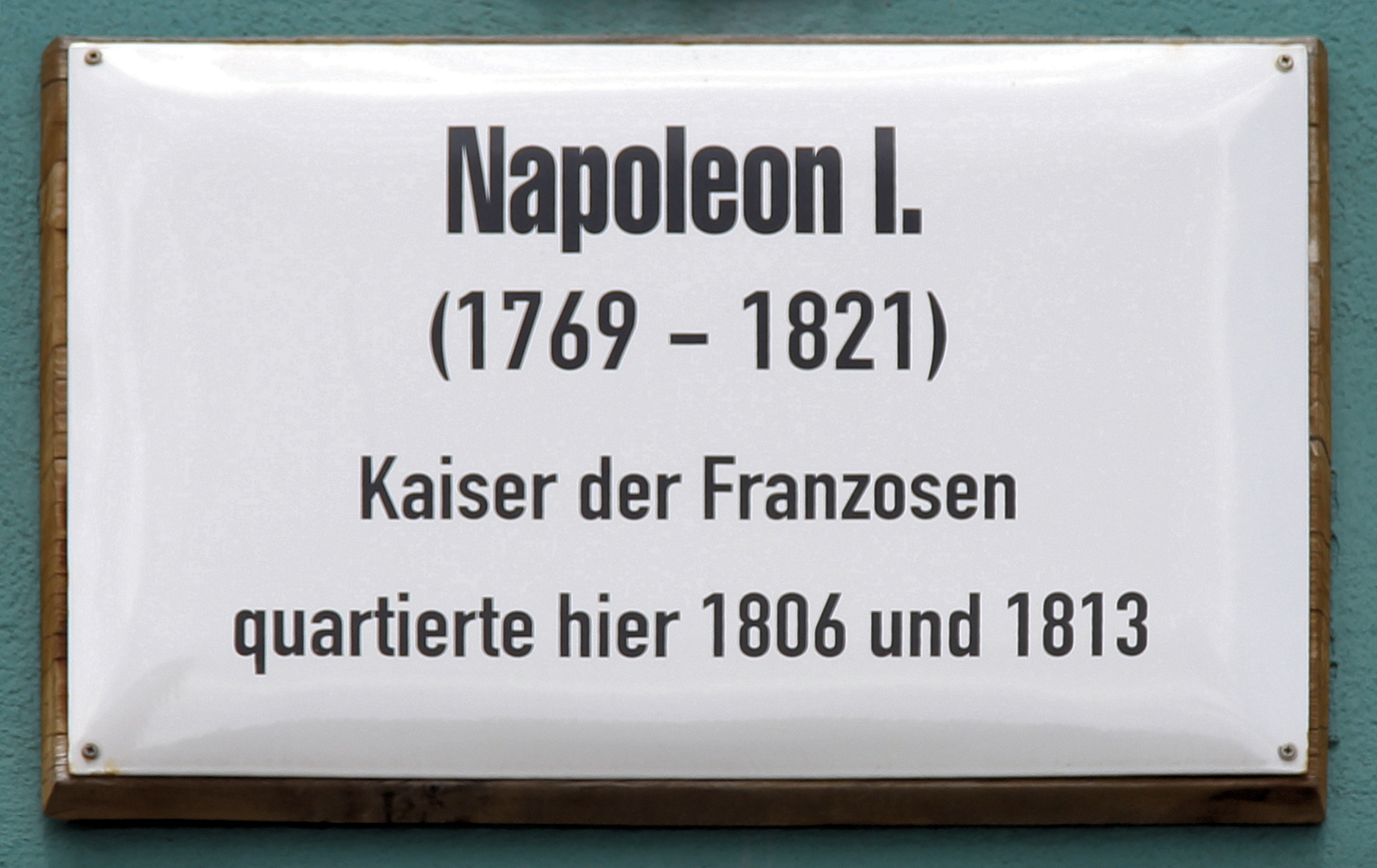
Gedenkplakette Napoleon I.

Am 19. traf im Hauptquartier Dessau des Generals Wittgenstein die Nachricht ein, Napoleon rücke mit großen Truppenmassen heran, beabsichtige sich mit dem Vizekönige zu vereinigen und dagegen die feindlichen Heere zu trennen. Demzufolge konzentrierte General Wittgenstein seine Truppen und zog sich mit dem Gros näher an die Armee des Generals Blücher. Auch General Kleist hatte diesem allgemeinen Vorrücken entsprechende Befehle erhalten. Den 20. und 21. wurden dieselben ausgeführt.
Zur Einschließung von Wittenberg unter dem Major von Sjöholm verblieben nur 2 Bataillone, 1 Schwere Husaren und 1 reitende Batterie Preußen so wie ein Regiment Kosaken, ferner zur Besetzung des Brückenkopfes bei Roßlau, 2 Jägerregimenter und 1 schwere Batterie Russen.
General Kleist ging mit dem Rest seiner Truppen nach Dessau. Die Saale selbst war stark besetzt und der Vizekönig unternahm gegen diese Truppen, namentlich am 22. mehrere Vorstöße, um durch diese Bewegungen seinen Rechtsabmarsch zu verdecken. Vor Wittenberg blieb während dieses ganzen Zeitraums, Scharmützel abgerechnet, alles ruhig.
Als aber der General Kleist am 24. den Befehl erhielt, mit seinem Korps von Dessau nach Halle vorzurücken, so wurden die reitende Batterie und die Husarenschwadron von Wittenberg abgerufen, wofür dem Oberstleutnant Sjöholm ein halbes Bataillon, zwei Jägerkompanien und eine halbe 12-pfünder-Batterie Preußen überwiesen wurden. Doch der Oberstleutnant Sjöholm folgte bald seinem Korps nach Halle und wurde durch die russische Brigade des Generalmajors Harpe (2000–2500 Mann) ersetzt.

### Bülow ersetzt Kleist
Für den abrückenden General Kleist wurde der General Bülow mit der Einschließung Wittenbergs beauftragt, dazu mit der Deckung des Brückenkopfes bei Roßlau und die Verteidigung der niederen Saale. Der General kam mit dem 7000 bis 8000 Mann starken Korps und einigen ihm zugewiesenen Kosakenabteilungen von Magdeburg.
Das Korps Bülow wurde vor der Festung Magdeburg durch ein russisches Korps unter dem Generalleutnant Grafen Woronzow abgelöst. Bülow erreichte in den letzten Tagen des April die Gegend um Wittenberg. Ehe jedoch Bülow sich entwickeln und sich die von der eroberter Festung Spandau heranziehende Brigade des Generalmajors Thümen mit ihm vereinigen konnte, war bereits am 2. Mai die Schlacht bei Großgörschen geschlagen worden. Die Niederlage der Alliierten hatte Folgen. Kleist zog sich darauf nach Mühlberg zurück und Bülow erhielt den Befehl sich auf die Einschließung von Wittenberg und die Besetzung des Brückenkopfes bei Roßlau zu beschränken. Am 7. traf der Kleist bereits auf dem rechten Elbufer ein und brannte die Brücke bei Mühlberg ab. Was das Korps des Generals Bülow betrifft, so hatte die Vorhut desselben unter dem Generalmajor Oppen ein Gefecht bei Wettin (27. April).
Als die Brigade Thümen Dessau am 2. Mai erreichte, brach der General Bülow früh um 3 Uhr nach Halle auf. Gleichzeitig rückt auch die 4000 Mann starke Brigade des Generalmajor Borstell, die noch bis zum 2. bei Magdeburg stand, die Elbe herauf. General Bülow hoffte, kraftvoll auftreten zu können, aber die Ereignisse bei Großgörschen zwangen ihn am 4., an die Elbe zurückzugehen. Am 5. besetzte die Brigade Thümen den Roßlauer Brückenkopf, um so den Rückzug der Arme zu sichern und entsandte noch 1 Batterie und 2 Schwadron zur Verstärkung der Einschließungstruppen von Wittenberg. Die Besatzung verhielt sich jedoch ganz ruhig. Am 11. Mai ging das ganze Korps des Generals Bülow bei Roßlau auf das rechte Elbufer und ließ nur Beobachtungspositionen am linken. Wie Wittgenstein hatte auch Bülow die Hoffnung die Festung im Handstreich nehmen zu können. So unternahm er mit der vereinigten Brigade Thümen (3 Bataillone, 1 Jägerkompanie, 5 Schwadron, 1 Batterie und zahlreichen Kosakenabteilungen) einen gewaltsamen Vorstoß gegen die Festung. Sie blieb jedoch ohne Folgen.

### Vorstoß von Ney gegen Berlin

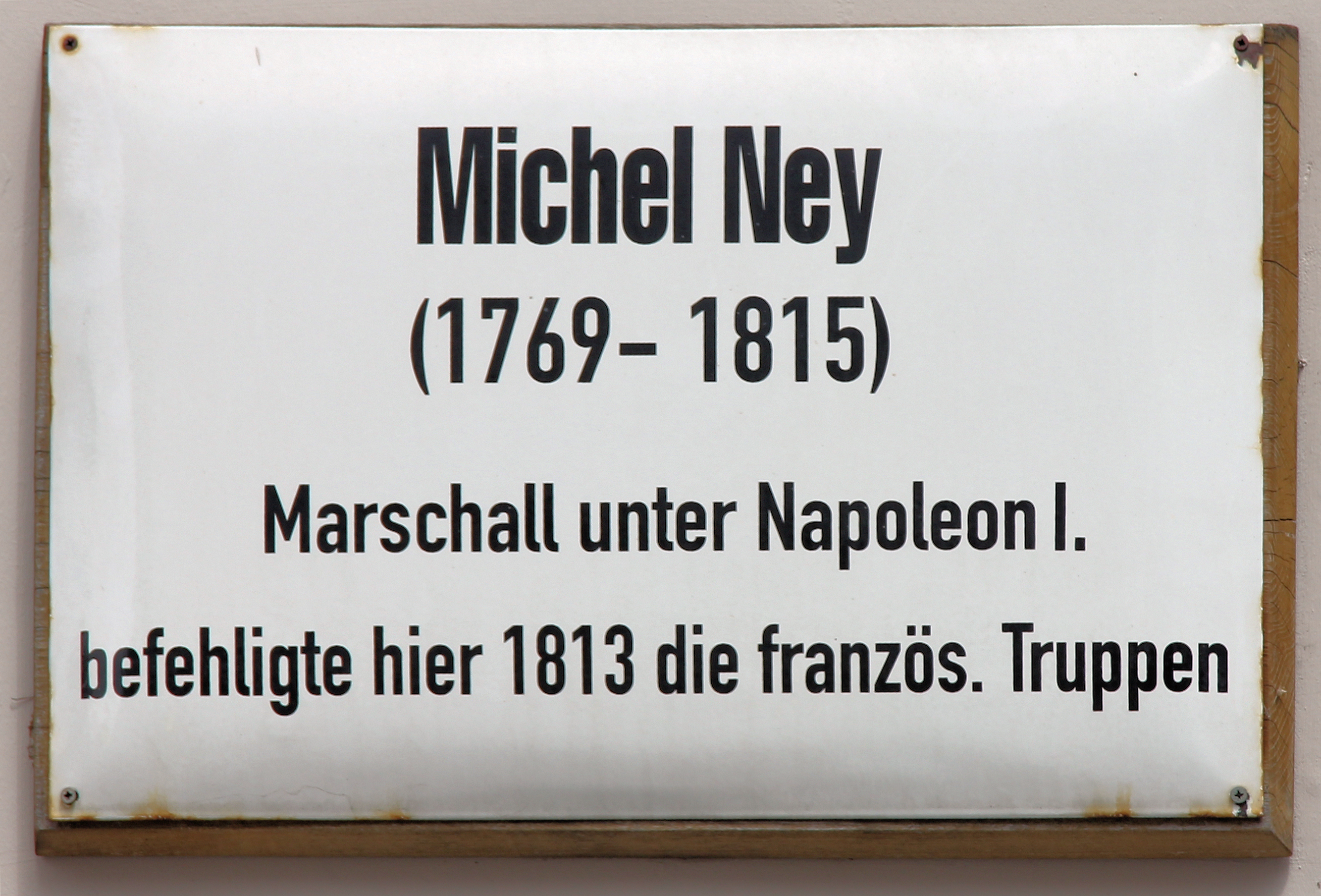
Gedenkplakette Michel Ney

Die Stellung vor und bei Wittenberg wurde indes immer gefährlicher, denn Marschall Ney war bereits mit dem 3., 5. und 7. französischen Armeekorps von Torgau aus auf dem Marsch nach Berlin. General Bülow entschloss sich daher, alle unter seinen Befehlen stehenden Truppen zu sammeln. Er wollte sich so vorbereiten, mit russischen Truppen und preußischer Landwehr Berlin und Brandenburg hinter Havel und Spree zu decken. Das Treffen fand am 19. bei Baruth statt. Dort standen nun gegen 30.000 Mann in 6 Brigaden. Die 6. Brigade unter dem Befehl des Obersts von Boyen war aber zur weiteren Einschließung Wittenbergs bestimmt. Der Oberst hatte unmittelbar um die Festung herum 5 Schwadron und 2 Bataillone kurmärkischer Landwehr unter dem Major von der Marwitz aufgestellt. Außer einigen Kosakenabteilungen befanden sich zu dieser Zeit keine anderen Truppen mehr vor der Festung. Es genügte auch diese geringe Anzahl vollkommen, weil die Einschließung eigentlich nur den Zweck der Beobachtung hatte. Das linke Ufer der Elbe war frei und die Besatzung verhielt sich – bis auf kleinere Scharmützel – ganz ruhig. Nach der Schlacht bei Bautzen zog sich der General Bülow mehr und mehr in Richtung der Spree zurück, auch musste Oberst Boyen ebenfalls etwas zurückgehen und stand demzufolge am 2. Juni in der Gegend von Jüterbog. Die oben genannten 5 Schwadronen und 2 Bataillone hielten jedoch Wittenberg und dessen Umgebung noch streng im Auge. Der Major von der Marwitz unternahm sogar am 2. Juni eine große Fouragierung bis in die Gegend von Torgau. Er gehorchte dabei der Not, denn die Umgebung wurde seit Beginn des Feldzuges ausgeplündert, sodass es nun an Proviant und Futter für die Pferde mangelte. Die Belagerten benutzten die ihnen gegebenen größere Freiheit dazu, die von den Einschließungstruppen gezogenen Abflussgräben zuzuschütten, denn durch diese war es in der Festung zu einem großen Mangel an gutem Trinkwasser gekommen. Am 3. verließ Oberst Boyen auf Befehl des Generals Bülow die Gegend von Jüterbog und ging mit seiner Brigade nach Luckau, vor Wittenberg verblieb nur eine schwache Abteilung zur Beobachtung.
Bereits am 4. Juni war der Waffenstillstand von Pläswitz geschlossen worden. Am 7. Juni erfuhr der General Bülow davon und musste hinter die Demarkationslinie zurückzugehen und in Folge dieser Bewegung mussten auch die letzten Beobachtungsposten vor Wittenberg zurückgezogen werden. So blieb es bis September vor Wittenberg ruhig.

## Herbstfeldzug 1813
Nach der für die Nordarmee der Verbündeten unter Oberbefehl des Kronprinzen von Schweden siegreichen Schlacht bei Dennewitz war Marschall Ney mit seiner sehr geschwächten und aufgelösten Armee bei Torgau auf das linke Ufer der Elbe gegangen. Gleich beschloss der Kronprinz, durch die früher gemachten Erfahrungen belehrt, Wittenberg von einer starken Truppenmacht einschließen und sobald es das noch fehlende Material gestatten würde, förmlich belagern zu lassen.
Bereits am 9. September wurde Wittenberg durch leichte Truppen unter General Tschernischef berannt und beschossen, um die Magazine wenn möglich zu vernichten. Das Korps Bülow wurde mit dem Korps des Generalmajors von Hirschfeld verstärkt und wieder zur Belagerung von Wittenberg vorgesehen. Zugleich sollte es Vorbereitungen treffen, um bei Elster Brücken über die Elbe schlagen zu können.
Die Aufstellung des Belagerungskorps, am 14. war folgend:
Vorposten
- 4. Brigade (Generalmajor Thümen 8 1/2 Bataillone, 3 Schwadrone und eine 6-pfünder Batterie)
- Korps des Generalmajors Hirschfeld (12 Bataillone, 8 Schwadrone und 1 und eine halbe 6-pfünder Fußbatterie)

Reserve
- 3. Brigade (Prinz Ludwig von Hessen-Homburg, 11 Bataillone, 4 Schwadrone, eine 6-pfünder Batterie)
- 6. Brigade (Oberst von Kraft, 10 Bataillone, 4 Schwadrone, 4 6-pfünder Batterien)

bei Jessen und Annaburg
- 5. Brigade (Generalmajor Borstel, 11 Bataillone, 4 Schwadron, 1 6-pfünder Batterie)

Das Hauptquartier des General von Bülow befand sich in Seyda.
Die Reservekavallerie unter dem Generalmajor Oppen bestand aus 3. Brigaden oder 30 Schwadron mit 2 reitenden Batterien. Die Reserveartillerie unter Oberstleutnant Holzendorf bestand aus zwei 12-pfünder, einer 6-pfünder Fußartillerie, einer 6-pfünder reitende Batterie und drei Munitionskolonnen. Ferner waren dem Korps noch 2 Feldpionierkompanien und 4 Kosakenregimenter mit 2 schweren reitenden Batterien beigegeben. Endlich hatte der Kronprinz noch befohlen, dass dem General Bülow 4 Einhörner übergeben und die Heranführung der Belagerungsartillerie von Berlin und Spandau möglichst beschleunigt werde. Der General Bülow erhielt den Auftrag, alles zu versuchen, um möglichst bald in den Besitz von Wittenberg zu gelangen. Bei den getroffenen Vorkehrungen der Stärke des Belagerungskorps (35.000 Mann) und der Tätigkeit des Generals Bülow konnte man mit ziemlicher Zuversicht einen günstigen Ausgang erwarten. Auch setzte bereits am 14. September General Tschernisches mit 2000 Kosaken und 4 Geschützen bei Aken über die Elbe, um Wittenberg auf dem linken Elbufer zu beobachten und Dessau und Köthen zu besetzen, was ihm auch gelang. Am 30. September erreichten die Kosaken Kassel, woraufhin das Königreich Westphalen zusammenbrach.
In Wittenberg befehligte um diese Zeit der Divisionsgeneral Lapoype. Die Garnison bestand aus 2 französischen Infanterieregimentern (Nr. 123. und Nr. 124) und der polnischen Weichsellegion und zählte gegen 5000 Mann. Proviant und Munition waren hinlänglich vorhanden und die Werke in gutem Stande.
Gleichzeitig mit Wittenberg wurde links der Brückenkopf von Torgau und rechts Magdeburg von Truppen der Nordarmee eingeschlossen, bei Aken und Roßlau waren Brücken mit Brückenköpfen erbaut und Dessau besetzt.

### 24. September
Bis zum 24. September verhielten sich sowohl die Besatzung der Festung, als auch die Einschließungstruppen, die unmittelbar vor Wittenberg standen, ruhig. Die Aufträge des General Bülow bezogen sich vorzugsweise auf Sicherungs- und Vorbereitungsmaßregeln. Zu erster gehörte namentlich das Erbauen einer Pontonbrücke mit einem Brückenkopf bei Elster. Auch wurden die Stellungen der Brigaden mehrmals geändert und bereits am 22. ging ein preußisches Kavallerieregiment auf das linke Elbufer. Endlich traf am 24. auch der Belagerungstrain, bei dem sich außer den preußischen Geschützen und den 4 russischen Einhörnern auch die englische Raketenbatterie des Captains Bogue befand, ein. So konnte in der Nacht zum 25. die erste Parallele ausgehoben und gleichzeitig 3 Batterien gebaut werden. Ehe jedoch die preußischen Pioniere ihre Arbeit begannen, wurden die Franzosen von der Brigade und dem Korps des Generalmajor Hirschfeld, nach einem unblutigen Gefecht, in die Stadt zurückgeworfen. Die Parallele lag auf dem linken Flügel der Einschließungslinie vom Lutherbrunnen an der Elbe bis ziemlich an das Dorf Grünstraße. Die englische Raketenbatterie (3 Geschütze) lag in der Mitte und begann ihr Feuer gegen Mittag jedoch ohne Erfolg, da die Raketen fast durchgängig zu kurz gingen. Auf dem rechten Flügel der Parallele war eine preußische Wurfbatterie (2 Haubitzen) auf dem linken eine russische Demontierbatterie (4 Einhörner) erbaut worden. Beide begannen ihr Feuer mit Tagesanbruch und die Brandkugeln zündeten an mehreren Stellen in der Stadt.
Das Belagerungskorps hatte an diesem Tage folgende Stellung inne:
die 4. Brigade durch 4 1/2 Bataillone aus der Reserve verstärkt auf dem linken Flügel,
die Einschließung von der Elbe bis Grünstraße dieses Dorf noch besetzend; die 3. Brigade, auf dem rechten Flügel von Grünstraße bis wieder zur Elbe; das Korps des Generalmajors Hirschfeld beim Lustschloss Purtsberg unweit Coswig. Die 3. Brigade verließ Elster, nachdem die Brücke abgebrochen und ging nach Piesteritz; das Hauptquartier und die Reserven in Nudersdorf und Umgebung. Die Verteidigungsartillerie antwortete sehr schwach und die Besatzung verhielt sich ganz ruhig, so dass in der Nacht zum 26. die erste Parallele eines zweiten Angriffes auf den rechten Flügel, und zwar zwischen der Scharfrichterei und dem Weg nach Appollensdorf, ohne Verlust ausgehoben und der Bau einer Batterie begonnen werden konnte.
Am 26. rückte Marschall Ney, der bisher zwischen Torgau und Leipzig gestanden hatte, mit dem 4. und 7. Korps nach Dessau vor, um die aufs linke Elbufer übergegangenen Truppen der Nordarmee zu vertreiben.
Vor Wittenberg entwickelte sich eine größere Aktivität, die durch das Feuer der Verteidiger hervorgerufen wurde. Zwischen der Sand- und Grünstraße (Dörfer, die als Vorstädte Wittenbergs zu betrachten sind) erbaute man eine Batterie und stellte im linken Flügel der Parallele am Lutherbrunnen noch 6 12-pfünder Geschütze auf. Marschall Ney rückte am 27. weiter vor, weshalb die Truppen der Nordarm das linke Elbufer räumten und sich auf Besetzung der Brückenköpfe beschränken mussten. In der Nacht zum 28. warfen die Franzosen Truppen nach Wittenberg, die auf dem Anger ein Lager bezogen. Die Angreifer unterhielten von allen fertigen Batterien von 9 bis 4 Uhr früh ein so lebhaftes Feuer, dass es in der Stadt an zehn Orten sehr stark brannte. Die englische Raketenbatterie konnte sich dabei eines besonders Erfolges erfreuen und es wurde sogar die hölzerne Elbbrücke angezündet, das Feuer wurde jedoch von den Franzosen bald gelöscht. Dagegen verunglückten alle Sprengkörper, die man gegen die Brücke hatte schwimmen lassen. Das Feuer aus der Festung war nur schwach, weil die Besatzung durch das Löschen beschäftigt wurde. Am 28. und 29. machte Marschall Ney mehrere Versuche, den Brückenkopf bei Roßlau zu gewinnen, wurde aber zurückgeschlagen. Vor Wittenberg ging während dessen die gegenseitige Beschießung fort. Die Preußen erbauten bei Lutherbrunnen zur Deckung der linken Flanke der Parallele eine Flesche und es ging eine 12-pfünder Batterie nach Elster, um den dort wieder begonnenen Brückenbau zu decken. Am 30. blieb es vor Wittenberg ruhig.

### 1. Oktober
In der Nacht zum 1. Oktober bemerkte man, dass sehr viele Wagen über die Elbbrücke auf das linke Ufer gingen. Daraufhin wurde die Festung 11 bis 4 Uhr beschossen, aber weniger erfolgreich als am 27. Ferner führten die Belagerer von der oben genannten Flesche eine Verbindungslinie nach der Grünstraße. Bis zum 4. Oktober verblieb vor Wittenberg fast alles beim Alten. Die Beschießung war gegenseitig nur schwach und die Besatzung scharmützelte mit den Transcheewachen. Die Belagerer begannen aber Arbeiten, den Trajuhn- und Fleiherbach abzugraben, welche die Gräben bewässerten, die Stadtmühlen trieben und die Stadt mit gutem Trinkwasser versorgten. Nachdem jedoch die schlesische Armee den Übergang bei Wartenburg am 3. erzwungen hatte, hob das 3. Korps des Generals Bülow die Belagerung von Wittenberg auf. Das Korps ging am 4. nach Roßlau, wo der rechte Flügel der Nordarmee bereits auf das linke Elbufer gerückt war. Nur der Generalmajor Thümen wurde mit seiner Brigade vor Wittenberg zurückgelassen, um die Festung auf dem rechten Elbufer einzuschließen. General Thümen nahm, um diesem Auftrag zu genügen, folgende Stellung: 3 Bataillone besetzten die Vorstädte und Transcheen, sie wurden täglich abgelöst; bei Trajuhn, wo sich das Hauptquartier befand, standen 3 Bataillone und 1 Feldbatterie, bei Teuchel 2 1/2 Bataillone, in Euper 1 Landwehr-Kavallerieregiment. Am 5. gelang es den beim Einschließungskorps zurückgebliebenen Kosaken, die Elbbrücke anzuzünden und es brannten auch wirklich 2 Pfeiler nieder. Da die Bataillone der Brigade sehr schwach waren, wurden die Vorpostenlinien weniger zahlreich besetzt. Dagegen arbeitete man an der Verstärkung der Transcheen, der Befestigung der Quartiere und erbaute hinter der Scharfrichterei ein geschlossenes Werk für 200 Mann. Kleine Vorpostengefechte abgesehen, verhielt sich vor Wittenberg Freund und Feind bis zum 8. wie bisher. Am 9. wurden jedoch 200 Mann auf das linke Ufer übergesetzt, um der Besatzung die Verbindung mit Torgau und Eilenburg abzuschneiden.

### Entsatz am 11. Oktober

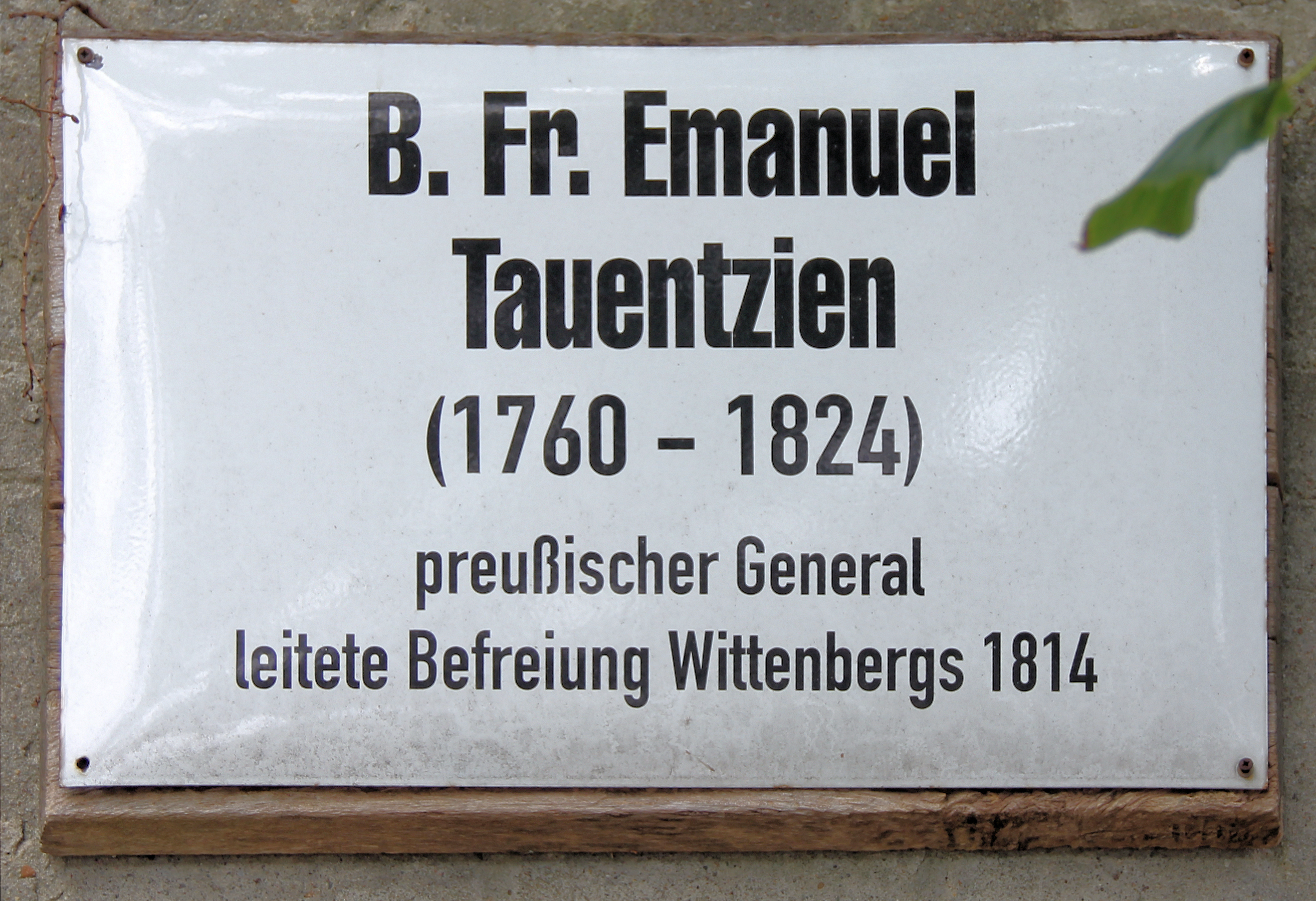
Gedenkplakette Tauentzien

Alle Truppen die bisher vor Witterberg standen, wurden für die große Schlacht bei Leipzig zusammengezogen und machten sich auf den Weg. Einzig die Brigade des Generalmajors Wobeser beobachtete den Brückenkopf von Torgau und die Korps der Generale von Tauenzien und von Hirschfeld, denen die Bewachung der niederen Saale und die Verteidigung der Verschanzungen der Brücken bei Roßlau und Aken aufgetragen war, blieben zurück. Die schwache Brigade Thümen hatte daher einen sehr angestrengten Dienst vor Wittenberg und die Belagerung. Da keine unmittelbare Unterstützung oder gar Ablösung zu erwarten war, verwandelte sich die Belagerung deshalb in eine Einschließung. Auch diese musste am 11. Oktober aufgegeben werden.
Napoleon sandte das 7. und 4. Armeekorps nochmals nach Wittenberg und Dessau, um durch Bedrohung Berlins die Nordarmee zum Rückzug zu zwingen. Diese Korps beschleunigten ihren Marsch auch so sehr, dass es den Vortruppen des Generals Tauenzien nicht ohne Verlust gelang, dass rechte Elbufer zu erreichen. Bereit um 3 Uhr nachmittags rückte das 7. Korps in Wittenberg ein, so dass in der Festung jetzt 15.000 bis 20.000 Mann standen, gegen welche die nur 500 Mann zählende Brigade Thümen unmöglich Stand halten konnte. Nachdem daher die Transcheewachen einen Angriff der Franzosen noch glücklich aufgehalten hatten, wodurch die auf dem linken Flügel stehende Batterie Zeit gewannen, zurückzugehen, versammelte Generalmajor Thümen seine Brigade bei Piesteritz und ging noch um 11 Uhr hinter die Defileen bei Griebau zurück. Er vereinigte sich hier mit den vom Grafen Tauenzien aufgestellten Truppen (3 Bataillone und 5 Schwadrone). Da das 7. Korps von Wittenberg am rechten Elbufer vorrückte, musste die Brigade Thümen weiter zurück, ließ die Brücke bei Roßlau abbrechen und traf am 13. früh immer fechtend in Zerbst ein.
So standen am 12. Oktober das 3. französische Korps bei Dessau und dessen Vorhut bis Coswig, Zerbst und Aken. Das 7. Korps befand sich bei Coswig, die Vorhut bei Zerbst.
Am 27. Oktober 1813 werden alle gefangenen einfachen Soldaten (ca. 1000 Mann) aus Wittenberg entlassen, die Unteroffiziere und Offiziere hingegen nicht, da diese sich weigern einen Eid zu leisten nicht weiterzukämpfen.

### Wiederaufnahme der Belagerung am 23. Oktober

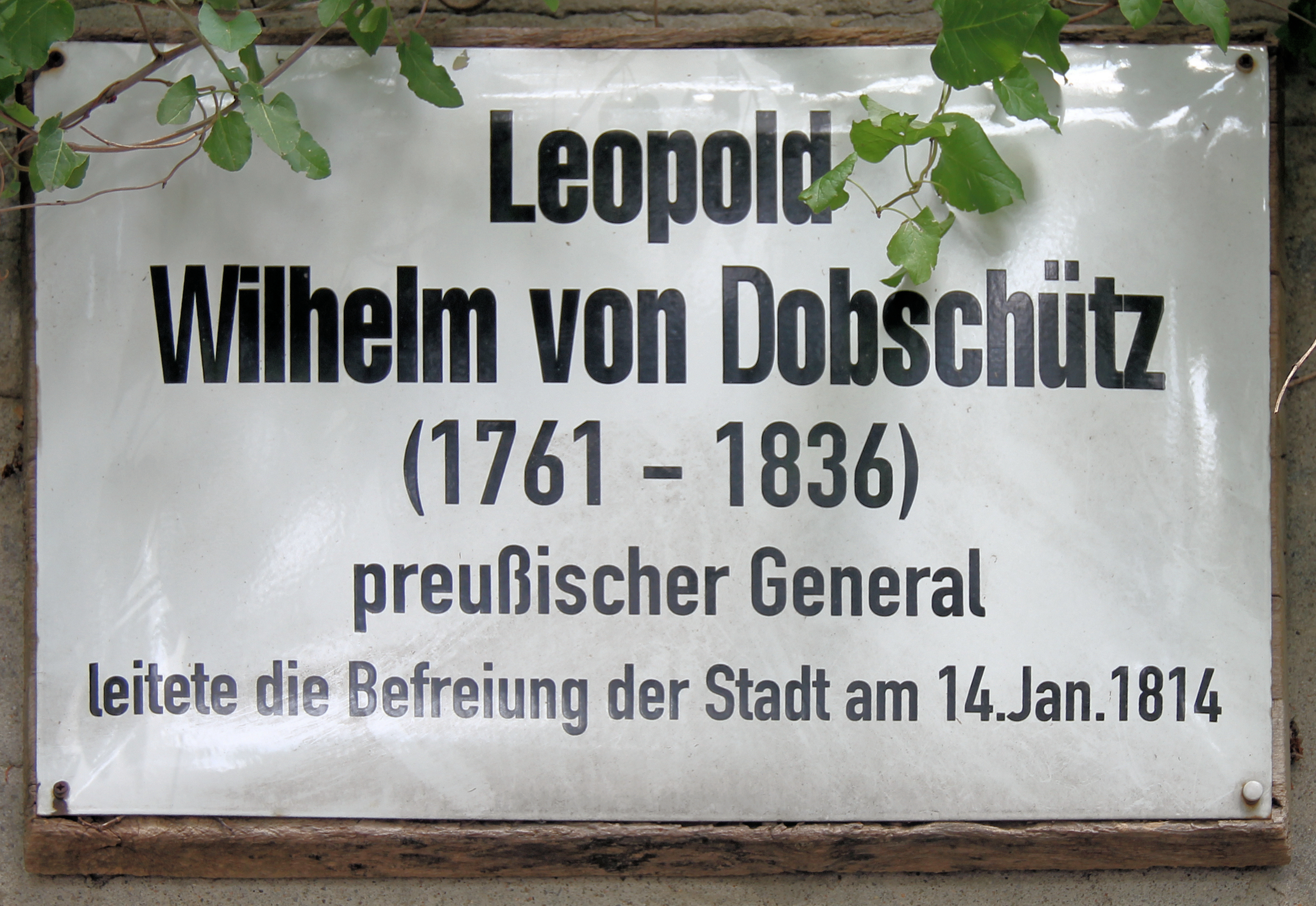
Gedenkplakette Dobschütz

Die Ereignisse des Feldzuges von 1813 folgten nach dem 13. Oktober schnell und die Schlacht bei Leipzig (16.–19. Oktober) verlangte die Aufbietung aller Kräfte. Erst am 23. wurde er dem Kronprinzen von Schweden wieder möglich, Wittenberg erneut von den Truppen der Nordarmee einschließen zu lassen. Die verwendeten Truppen bestanden aus der des Generalmajors Dobschütz (gehörte zum Korps des Generals Tauenzien der zur Deckung Berlins bis zum 20. bei dieser gestanden und nun den speziellen Befehl erhalten hatte, mit dem 4. preußischen Armeekorps die Oder- und Elbfestungen zu belagern) und ein Infanterieregiment vom Korps des Generalmajor von Hirschfeld. Letzteres diente der Einschließung des Brückenkopfes. Aber erst nach der Kapitulation von Torgau am 23. Dezember 1813 hatte man genügend Truppen zur Verfügung, mit der Belagerung zu beginnen.
Die lange Zwischenzeit benutzte der Generalmajor Dobschütz zu Vorbereitungsarbeiten. Er versuchte die Kräfte der Besatzung durch oft wiederholt tägliche und nächtliche Alarmierungen aufzureiben und das Terrain vor der Festung zu kontrollieren. In der Festung kommandierte der Divisionsgeneral Lapoype, die Besatzung war jedoch bis auf 3000 Mann zusammengeschmolzen. Der General Lapoype wendete alle in seiner Macht stehenden Mittel an, um Wittenberg auf das hartnäckigste zu verteidigen und auch die Besatzung schien vom besten Willen beseelt zu sein. Vorzüglich war es der gedeckte Weg, dem man die ganze Aufmerksamkeit schenkte, da nach dem Verlust desselben die Umwallung selbst weniger Hoffnung auf eine erfolgreiche Verteidigung darbot. An Geschütz, Munition und Proviant herrschte kein Mangel. Nachdem die Verstärkung und das Belagerungsgeschütz von Torgau vor Wittenberg angekommen war und der General Tauenzien sein Hauptquartier in Coswig aufgeschlagen hatte, wurde in der Nacht vom 28. auf den 29. Dezember, die erste fast geradlinig gehende Parallele und die entsprechenden Kommunikationsgräben der Schlossfront gegenüber in einer mittleren Entfernung von 300 Schritten vom bedeckten Wege und einer Ausdehnung von 700 bis 800 Schritte, eröffnet.
Die Belagerungsarbeiten führte der Ingenieur Oberst Plautzen der das ganze Ingenieurwesen des 4. Korps kommandierte und es gelang ihm, seine Arbeiten ohne Verlust zu beenden. Die Besatzung der Festung war durch die früheren ohne Erfolg gebliebenen Alarmierungen sicher gemacht und schenke der Bewegung und dem Lärm in dieser Nacht keine Beachtung. Kaum bemerken sie aber mit Tagesanbruch die Belagerungsarbeiten, so eröffneten sie ein heftiges Geschützfeuer. Der Ausbau der Parallele so wie die Anlage und Bestückung von 3 Batterien in der Nacht zum 30. erfolgte deshalb mit einigen Verlusten. Die Belagerungsartillerie wurde vom Hauptmann Bardeleben befehligt und derselbe ließ alle Batterien in die Transcheen verlegen und versenken. Die erste derselben lag auf dem linken Elbufer und schützte durch das Feuer aus zwei Haubitzen die Feldverschanzungen, die die Besatzung zur Schließung des Raumes zwischen der linken Eckbastion der Schloßfront und der Elbe erbaut hatten. Batterie Nr. 4 lag auf dem linken Flügel der Parallele, war mit 4 12-Pfund-Kanonen besetzt und sollte die rechte Eckbastion der angegriffenen Front der mobilen Batterie Nr. 3 schützen. Die Mitte der Parallele enthielt 4 10-Pfund-Mörser und bewarf das als abgesetztes Ravelin dienende, mit Brustwehr und palisadierten Graben umgebene und selbst zur Verteidigung eingerichtete Krankenhaus.

Am Morgen des 30. begann sogleich das Feuer auf Wittenberg aus der fertigen 3. Batterie und unter dem Schutze dieses Feuers konnte die Parallele, so wie die Verbindungswege vollendet und ausgebaut werden. Die feindliche Artillerie war indes sehr tätig, so dass sogar die Mörserbatterie Nr. 3 auf einige Zeit schweigen musste und die Demontierbatterie zuletzt fast keine Deckung mehr besaß. In der Nacht zum 31. wurden die sehr beschädigten Batterien Nr. 3 und Nr. 4 wiederhergestellt und die Nr. 2 und Nr. 5 beendet. Nr. 2 für 4 12-Pfund-Kanonen erbaut lag auf dem rechten Flügel des Angriffs und sollte die linke Flügelbastion der Angriffsfront demontieren. Nr. 5 lag auf dem äußersten linken Flügel der Parallele und sollte, mit 3 12-Pfund-Kanonen besetzt, die ganze Angriffsfront schützend, die 12-Pfund-Kanonen sollten so bald als möglich durch Haubitzen ersetzt werden. Ferner wurde in dieser Nacht links von der Batterie Nr. 3 aus der Parallele hervorgebrochen und ein 122 Schritte langer, sich links wendender Boyou vollendet.

### September
Am 31. traf ein großer Geschütz- und Munitionstransport beim Belagerungskorps ein. Damit konnte ein großes Problem behoben werden, denn obwohl die 5 Batterien ihr Feuer beginnen konnten, so war dasselbe doch ohne große Wirkung, da die feindliche Artillerie sowohl an Geschützzahl als auch an Kaliber der Angriffsartillerie überlegen war. Der Feind nutzte auch dieses Übergewicht und schoss nicht allein von allen Wällen, die den Angriff nur einigermaßen sehen konnten, mit 24- und 12-Pfund-Kanonen, sondern hatte auch mehrere Wurfbatterien gebaut. Außerdem war im bedeckten Wege und der Umwallung des Krankenhauses leichteres Geschütz aufgefahren, dessen Kartätschenfeuer sehr wirksam war. Auch eröffneten die Verteidiger bereits ein heftiges Gewehrfeuer. Der angekommene Transport erlaubte in der Nacht zum 1. Januar 1814 die Batterie Nr. 1 mit 3 10-Pfund-Haubitzen und die Nr. 4 wieder vollständig zu besetzen. Nr. 5 gab 1 12-Pfund-Kanone ab und erhielt dafür 1 8-Pfund-Haubitze. Ferner wurde zwischen den Batterien Nr. 2 und Nr. 3 eine neue Nr. 6 für 4 50-Pfund-Mörser erbaut und bestückt. Endlich brachten in derselben Nacht die Pioniere und die ihnen zugeteilten Arbeiter der Linie ein Kroschett am Ende des Boyous und von da aus mit der völligen Sappe einen 70 Schritte langen Retourboyou zustande. Dieser Retourboyou bildete einen Teil der 2. Parallele und war auf den ausspringenden Winkel der Contrescarpe der Umwallung des Krankenhauses gerichtet.

### Januar 1814
Das verstärkte Feuer der Belagerer war am 1. Januar sehr erfolgreich gegen die Artillerie der Besatzung und insbesondere gelang es auch, die Palisaden in der Kehle des Werkes um das Krankenhaus gänzlich niederzuwerfen. Um den Feind keine Zeit zu lassen, diesen Schaden auszubessern, wurde sogleich der Sturm dieses wichtigen Werkes für die nächste Nacht beschlossen. Man musste sich umso mehr mit der Ausführung dieses Vorhabens beeilen, da es der Belagerungsartillerie immer noch an Kartätschenmunition fehlte, man also den Feind weder von Ausbesserung seiner Scharten noch der zerstörten Palisaden wirksam abhalten konnte. Der Sturm geschah daher gegen 7 Uhr und gelang auch. Die Besatzung machte jedoch in der Nacht einen Ausfall und besetzte das Werk erneut, brachte Geschütz und Munition glücklich zurück und überließ endlich das Werk am Morgen den zum zweiten Male angreifenden Preußen. Am 2. Januar versuchte die Besatzung, das verlorene Außenwerk wieder zu nehmen. Da jedoch einstweilen die 2. Parallele bis an die Spitze der Contrescarpe gekommen war, schlug die Transcheewache den Angriff glücklich zurück und Oberst von Plautzen ließ sogleich eine Verbauung in der Kehle bauen und aus der 2. Parallele einen Kommunikationsgraben dahin führen. Während der Nacht zum 3. wurden nicht nur diese Verbauung und die Kommunikation fertig, sondern man fand auch noch Zeit, die 2 Parallele zu traversieren. Der Feind hatte nämlich in den bereits früher erwähnten Deckungswerken zwischen der Elbe und der Festung eine Haubitzenbatterie etabliert, die die 2 Parallele ganz deckte. Die Arbeiten wurden jetzt immer schwieriger, denn obgleich das feindliche Kanonenfeuer ziemlich zum Schweigen gebracht war, so blieb doch das Wurffeuer noch sehr lästig und das Gewehrfeuer heftig. Ferner musste man sich durch den Schutt der früher niedergebrannten Vorstädte durcharbeiten. Besonders fühlbar wurde aber der Mangel an gelernten Pionieren, denn von 46 Mann, die zu Anfang der Belagerung vorhanden waren, blieben nur noch 28 Mann dienstfähig. Die Artillerie erbaute in der genannten Nacht links der Batterie Nr. 4 eine Wurfbatterie Nr. 7 zu 2 24-pfünder Mörsern und bestückte sie. Die Belagerten bewiesen sich indes ebenfalls sehr tätig und wendeten alles an, um die Fortschritte des Feindes zu hemmen. Besonders wirksam war das Feuer einer gedeckten Wurfbatterie für 2 48-Pfund-Mörser, so wie ein wohl unterhaltenes und geleitetes Gewehr- und gezieltes Büchsenfeuer. Dagegen fehlte es ihm an Material, um Scharten schnell auszubessern. Daran war eine frühere Nachlässigkeit Schuld, denn die Elbufer waren überall mit dem besten Weidenreisig bewachsen. Inzwischen machte sich auch der Mangel an Mühlen bemerkbar, besonders da die aus Not errichtete Roßmühle vor dem Wurffeuer der Belagerer nicht hinlänglich geschützt werden konnte. Am 3. flog in der rechten Flügelbastion der Angriffsfront ein Pulvermagazin in die Luft, wodurch die dort befindliche Mörserbatterie mehrere Stunden am Feuern gehindert wurde. Dagegen blieb das feindliche Kartätschenfeuer immer sehr mörderisch. Da bei den Belagerern noch immer keine Kartätschenmunition angekommen war, konnten sie dieses Feuer nicht erwidern. In der Nacht zum 4. erbaute die Artillerie auf dem äußersten rechten Flügel der 1. Parallele, dicht an der alten Elbe, eine Mörserbatterie Nr. 8 für 2 16-Pfund-Mörser, sie sollten gegen die Anschlusswerke wirken. Von Seiten der Pioniere wurde die 2. Parallele rechts verlängert, dieselbe links des Krankenhauses durchbrochen und von da aus größtenteils mittelst der flüchtigen Sappe ein 130 Schritte langes Boyou gegen die Spitze des bedeckten Weges vor der rechten Eckbastion der Angriffsfront geführt. Auch versah man die 2. Parallele mit Sandsäcken, so dass das Gewehrfeuer nun erwidert werden konnte. Zu den früher genannten Problemen für die Belagerer gesellte sich seit der Nacht zum 4. noch strenger Frost und der Vollmond ließ dem Feinde alles genau wahrnehmen. In den Anschlusswerken flogen am 4. zwei Pulvermagazine in die Luft.
Eine neue Batterie Nr. 9 für 3 12-Pfund-Kanonen wurde in der Nacht zum 6. gebaut und eröffnet an diesem Tag schon früh ihr Feuer gegen das Schlosstor. Sie lag zwischen den Batterien Nr. 3 und Nr. 6. Bis zur Nacht vom 7. zum 8. Januar rückten die Arbeiten ihren gleichmäßigen aber langsamen Gang vorwärts und man begann bereits, das Couronnement des ausgehenden Winkels vor der rechten Elbbastion der Angriffsfront. Besonders hinderlich war diesem Voranschreiten das Kartätschenfeuer einiger Haubitzen im bedeckten Wege, dagegen wurde sie nicht durch Ausfälle aufgehalten. Die 2. Parallele war in einer Entfernung von 150 Schritten rechts vom Krankenhaus geschlossen und der Verbindungsboyou zum Couronnement angelegt und mit Sandsäcken versehen worden. Die Artillerie hatte die Batterie Nr. 1 mit 3 12-pfündigen Kanonen besetzt und durch ein heftiges Feuer aus derselben die Palisade der Anschlusswerke vernichtet, so dass hier einem Sturm kein wesentliches Hindernis mehr im Weg stand. In der Nacht zum 8. wurde nach kurzem Gefechte die angegriffene Spitze des gedeckten Weges im Sturm genommen und das Couronnement mit der flüchtigen Sappe ausgeführt.

### Aufforderung zur Übergabe
Der General Graf Tauenzien ließ die Festung am 8. zur Übergabe auffordern. Er hielt aber abschlägige Antwort und der Feind fuhr fort, sich kräftig zu verteidigen. Besonders wirksam blieb wie früher sein Wurffeuer, so dass das Couronnement und die Verbauung im genommenen Bereich sehr litt. Auch gelang es ihm, die zerstörte Palisade des Anschlusswerkes durch eine Erdbrustwehr zu ersetzen und das Geschütz hinter derselben aufzustellen. An diesem Tag entdeckte man auch den Grund warum das feindliche Wurffeuer nicht zum Schweigen gebracht werden und sich dasselbe immer sehr günstiger Wirkung erfreuen konnte. Die Verteidiger hatten nämlich im Wassergraben der angegriffenen Front eine schwimmende Batterie etabliert, die ihren Standort nach Umständen leicht und schnell ändern konnte. In der Nacht vom 9. auf den 10. wurde auf dem linken Flügel des Conronnements der Raum zu einer Breschebatterie für 3 12-Pfund-Kanonen gewonnen und auf dem rechten eine Descente nach dem gedeckten Wege fertig. Die Artillerie setzte währenddessen ihr Feuer fort und legte in den linken Flügel des Verbindungsboyous zwischen der 2. Parallele und dem Couronnement eine neue Wurfbatterie Nr. 10 an für 2 10-Pfund-Mörser. Der Feind begnügte sich sein Wurf- und Gewehrfeuer fortzusetzen. Sein Kanonenfeuer schwieg dagegen fast ganz, da alle Scharten zerstört waren. Da der Belagerte unter dem Schutze des Blockhauses im Waffenplatz vor dem Schlosstor nach und nach 5 Mörser im gedeckten Wege aufstellte, deren Feuer immer heftiger wurde, so sah sich die Angriffsartillerie am 10. genötigt noch eine Wurfbatterie Nr. 11 für 2 10-Pfund-Mörser zu erbauen. Sie lag auf dem rechten Flügel der 2. Parallele. In der Nacht zum wurde ferner auf dem linken Flügel der 1. Parallele eine Batterie Nr. 13 für 4 12-Pfund-Kanonen fertig, um durch sie das Feuer vom Ravelin der Bastion und Kavalier der rechten Nebenfront, welche bei Bau der Breschebatterie sehr hinderlich war, im Zaum zu halten. Da dieses gelang, so konnte endlich am 12. früh die Breschebatterie ihr Feuer beginnen und richtete es zuerst gegen das durch eine Traverse gedeckte Blockhaus, welches den Damm verteidigte, der anstatt einer Brücke vom Schlosstor auf den großen Waffenplatz führte.

### Vor dem Sturm

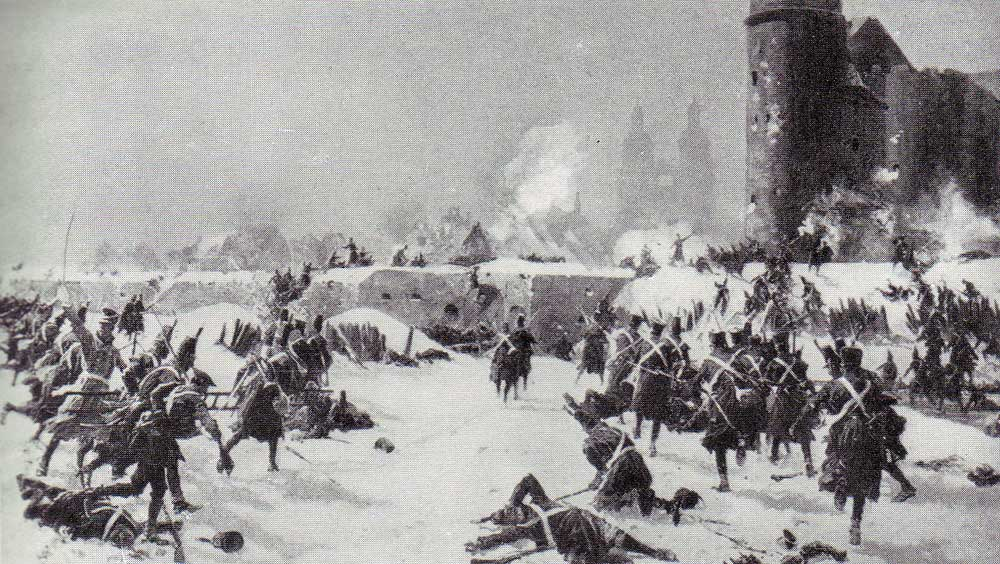
Sturm auf Wittenberg 1814

Man bemerkte, dass das Eis in den Gräben sicher trug, also ein Sturm möglich war, dagegen kamen die Sappenarbeiten am Couronnement wegen des strengen Frostes fast gar nicht voran. Daher entschloss sich General Graf Tauenzien einen Sturm zu wagen, ließ aber zuvor den Kommandanten nochmals zur Übergabe auffordern. Derselbe verweigerte aber jede Kapitulation, wollte an die Möglichkeit eines Sturmes nicht glauben und gab sich vielmehr der Hoffnung hin, die höchst ungünstige Witterung und seine hartnäckige Verteidigung werde die Preußen endlich zum Abzug zwingen. Der kommandierende General Graf Tauenzien gab daher Befehl um 4 Uhr in der Nacht vom 12. auf den 13. Januar 1814 die Festung zu stürmen. Die Belagerungsartillerie und die Jäger feuerten den ganzen Nachmittag und bis unmittelbar vor dem Sturm, um der Besatzung die Bewegung unter den Truppen zu verbergen und sie möglichst vom Wall zu vertreiben.
Gegen Abend versammelten sich 5 Infanterieregimenter, 4 Jägerabteilungen und 2 Kavallerieregimenter unter Befehl des Generalmajor Dobschütz und wurden teils als Reserve für den Fall eines ungünstigen Erfolgs, teils als starke Trancheewachen aufgestellt, teils zum unmittelbaren Sturm verwendet. Die Sturmtruppen wurden auf 4 Kolonnen verteilt und an der Spitze einer jeden marschierte eine Abteilung mit Handwerkszeug und kurzen Sturmleitern. Der Sturm selbst begann vom rechten Flügel und die linken Kolonnen griffen erst an, sobald sie das Hurra der ihr zunächst rechts stehenden hörten. Die 1. Kolonne (2. pommersches Landwehrregiment) warf sich auf den Brückenkopf am linken Elbufer. Die 2. Kolonne (3. pommersches Landwehrregiment) war zur Wegnahme der Anschlusswerke an der Elbe (Angerschanze) bestimmt. Die 3. oder Hauptkolonne (8. Reserve Infanterieregiment) sollte die Angriffsfront stürmen. Bei ihr befand sich der Oberst von Plauzen und der Hauptmann von Bardeleben. Sie war in 4 Abteilungen geteilt und brach aus den Transcheen hervor. Ihr voraus ging der Leutnant von Pannewitz mit 30 Freiwilligen und erbaute eine Faschinenrampe vom Eisspiegel aus bis zu den 6 Fuß höher liegenden Sturmpfählen, um das Übersteigen derselben möglich zu machen. Dieser tapfere Offizier führte seinen schwierigen Auftrag nicht allein sehr gut aus, sondern hielt sich mit seinen Leuten eine ganze Stunde, bis die Sturmkolonne ankam. Die 4. Kolonne (westpreußisches Landwehrregiment) endlich sollte die links der Angriffsfront liegende Umwallung ersteigen. Die Angriffsdisposition wurde fast durchgehend so pünktlich ausgeführt. Die Truppen bewiesen so viel Mut, dass kurz nach 1 Uhr der Wall bereits erstiegen war. Aber auch die Besatzung focht tapfer und wehrte sich besonders durch ein heftiges Gewehrfeuer. Nachdem der Wall verloren war, zog sich ein Teil der Besatzung in das zur Verteidigung ausgebaute Rathaus zurück. General Lapoype zog sich mit einem andern Teil in das ebenso verbarrikadierte Schloss zurück. Ersteres ergab sich indes bereits um 2:30 und nach 3 Uhr öffnete auch der Gouverneur nach einem kurzen aber blutigen Gefecht die Schlosstore und ergab sich auf Gnade und Ungnade.

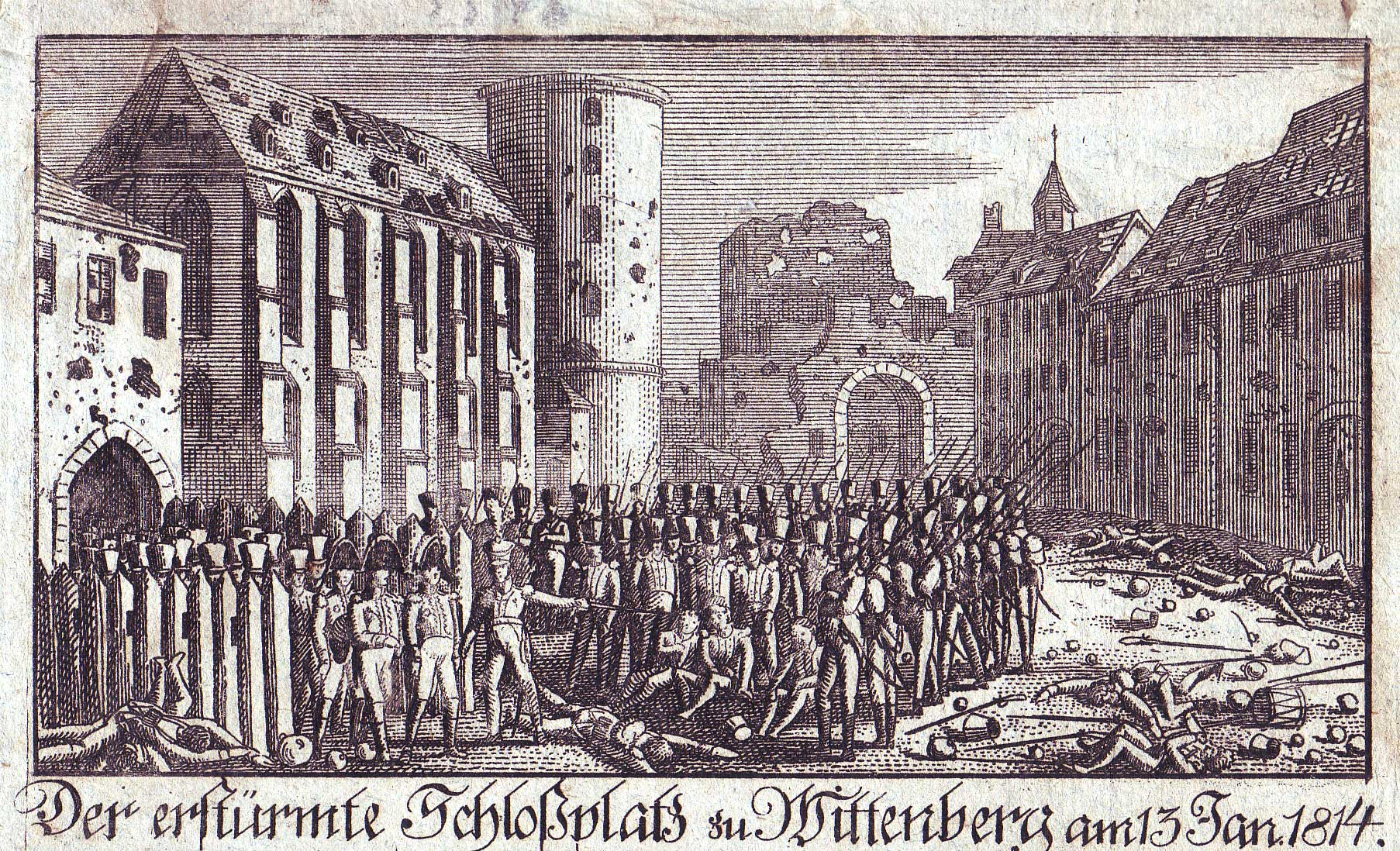
Der erstürmte Schlossplatz zu Wittenberg am 13. Januar 1814

Die Besatzung war noch 75 Stabs- und Oberoffiziere und 1200 Mann stark. Die Preußen fanden in der Festung 96 Geschütze, 2 Fahnenadler, eine Menge Papiere, Pläne und Karten und ansehnliche Munitions- und Nahrungsvorräte.
Das 11. schlesische Landwehrregiment unter dem Generalmajor von Elsner blieb als Besatzung in Wittenberg. Die übrigen Truppen, so wie der Belagerungstrain gingen unter dem Generalmajor von Dobschütz über Magdeburg nach Erfurt ab. Der Verlust der Preußen belief sich während der Belagerung und beim Sturm auf 500 bis 600 Mann an Toten und Verwundeten.
Zur Belohnung erhielt General von Tauenzien den Beinamen von Wittenberg.